# Psicopátria
Psicopátria é um álbum de estúdio da banda de pop rock português GNR. Editado em Setembro de 1986 pela EMI-Valentim de Carvalho.  A banda assume sem reservas uma sonoridade mais pop neste trabalho e marca a última participação do guitarrista e fundador Alexandre Soares, que se viria a separar da banda pouco depois por divergências estéticas.  Aí começa a cimentar-se a ideia dos GNR como um trio - Rui Reininho, Toli e Jorge Romão.
Foram extraídos os singles "Efectivamente", uma das canções mais conhecidas da banda e "Ao Soldado Desconfiado".  Psicopátria foi galardoado com Disco de Prata.   A capa do disco consiste numa fotografia de Beatriz Ferreira. 
Em 2024 "Psicopátria" foi considerado o 5º Melhor Disco da Música Portuguesa dos últimos 40 anos atrás de "Viagens" de Pedro Abrunhosa, de “O Monstro Precisa de Amigos”, dos Ornatos Violeta (2º), “Circo de Feras”, dos Xutos & Pontapés (3º), “Dar & Receber”, de António Variações (4º). A eleição esteve a cargo de um júri composto por 170 personalidades ligadas ao meio da música, com vista à escolha dos 40 melhores discos publicados entre 1984, ano da fundação da BLITZ, e o final de 2024.

## Situação da banda
Em franca fase ascendente, os GNR encontram-se, nesta altura, em plena convulsão interna. Anos depois da saída tumultuosa de Vítor Rua, o problema encontrava-se no guitarrista Alexandre Soares, com parca colaboração em Psicopátria, descontente que estava com o rumo pop da banda. Mas é em terreno pop que os GNR triunfam, com "Efectivamente" e "Pós Modernos" a juntarem-se, airosamente, ao cancioneiro do Grupo Novo Rock.

## Faixas

### LP

#### Lado A
| N.º | Título         | Duração |  |
| 1.  | "Pós Modernos" | 4:29    |  |
| 2.  | "Bellevue"     | 4:14    |  |
| 3.  | "O Paciente"   | 3:46    |  |
| 4.  | "Dá Fundo"     | 3:00    |  |
| 5.  | "Cerimónias"   | 4:02    |  |
| 6.  | "Coimbra B"    | 2:10    |  |

#### Lado B
| N.º | Título                   | Duração |  |
| 1.  | "Efectivamente"          | 3:13    |  |
| 2.  | "Ao Soldado Desconfiado" | 3:45    |  |
| 3.  | "Nova Gente"             | 3:44    |  |
| 4.  | "Choque Frontal"         | 4:31    |  |
| 5.  | "To Miss"                | 4:01    |  |

## Membros da banda
- Rui Reininho   (voz)  [2]
- Alexandre Soares   (guitarra e sintetizador)  [2]
- Jorge Romão   (baixo)  [2]
- Tóli César Machado   (bateria e teclas)  [2]

Artistas convidados
- Dina   (voz)  [2]
- Lena Coelho   (voz)  [2]